# Merzbow
Merzbow (яп. メルツバウ Мэруцубау) — главный проект японского нойз-музыканта Акиты Масами (яп. 秋田 昌美 Масами Акита), род. 19 декабря 1956, Токио), действующий с 1979 года. Акита считается одним из самых известных и влиятельных нойз-музыкантов; All Music Guide назвал его «самой значимой фигурой в мире нойз-музыки». Помимо музыкальной деятельности, Акита на протяжении своей карьеры сотрудничал с рядом журналов как редактор и автор статей, а также написал 17 книг, посвящённых таким темам, как фетиш-культура, БДСМ, японский бондаж, авангардное искусство, защита прав животных и окружающей среды.

## Биография
Акита Масами родился в Токио в 1956 году. В юности он слушал психоделический рок, прогрессив и фри-джаз и играл на барабанах в нескольких школьных рок-группах. В старших классах он познакомился с Киёси Мидзутани, своим будущим напарником по Merzbow. Периодически они музицировали вместе, записывая продолжительные джемы-импровизации в духе Can и Ash Ra Tempel.
После окончания школы Акита поступил в Университет Тамагава, где изучал изящные искусства. В этот период он заинтересовался идеями дада и сюрреализма и, в частности, открыл для себя Курта Швиттерса и его концепцию Merz (искусства из отходов). «Merzbau» («„Merz“-здание») Швиттерса дало название будущему проекту — Merzbow.
Первые записи Merzbow, на тот момент существовавшего в виде дуэта Акиты и Мидзутани, появляются около 1979 года (позднее они были включены в бокс-сет Merzbox). Первый официальный релиз, Metal Acoustic Music, выходит в свет в 1981 году. Название отсылает к альбому Лу Рида Metal Machine Music, который считается одной из первых чисто нойзовых записей в истории популярной музыки. На ранних этапах своего творчества Акита активно использует закольцованные плёнки, нестандартную перкуссию и метод, который он называет «материальным воздействием»: запись тихих звуков с последующим их усилением и искажением. Свои кассеты он выпускает на собственном лейбле Lowest Music & Arts. В дальнейшем его сменил ZSF Produkt. Лейбл ZSF (от старинного японского слова, означавшего «магнетический») был основан в 1984 году, изначально — для выпуска записей дружественных андеграундных музыкантов, но впоследствии сконцентрировался на издании работ Merzbow. В этот период проект обращает на себя внимание критиков и энтузиастов, в том числе и из других стран, и начинает сотрудничать с международными звукозаписывающими компаниями. В конце 1980-x годов Merzbow выступает с концертами в разных странах, в том числе и в СССР, в 1988 году на джазовом фестивале в Хабаровске. По окончании тура Киёси Мидзутани выходит из состава группы, таким образом, Merzbow фактически превращается в сольный проект Акиты.
В 1990-е годы музыка Merzbow становится заметно жёстче, чем прежде, и записывается на очень высокой громкости. В этот период Акита переходит на цифровую звукозапись и уменьшает использование стандартных инструментов и манипуляций с плёнками. Отчасти это связано с тем, что во время тура у него не было возможности использовать громоздкое студийное оборудование, и это повлияло на изменения в его стиле. Начиная с 1999 года он активно использует лэптоп при записи музыки. Около 2002 года он становится веганом (по его собственному признанию, на это его сподвигли домашние питомцы — цыплята-бентамки) и активно посвящает себя борьбе за права животных. В его записях появляются семплы звериных голосов, а названия альбомов и композиций отсылают к его деятельности по защите прав животных: например, альбом Bloody Sea посвящён протесту против забоя китов в Японии.
В середине 2000-x годов Акита начинает выпускать записи с чётким, акцентированным ритмом, что вызывает некоторые противоречия среди фанатов. В 2009 году он впервые за долгие годы снова садится за барабаны, с игры на которых когда-то начинал свою музыкальную деятельность. Кроме того, в последние годы он активно переиздаёт свои старые работы и выпускает неизданные ранние записи.
25 мая 2019 года Merzbow приехал в Россию и выступил в московском клубе Station Hall.

## Стиль
Журнал «Мир фантастики» отметил, что слушать Merzbow крайне тяжело даже после Cannibal Corpse, а различать композиции — практически невозможно. Его творчество для неподготовленного слушателя звучит как настройка каналов на старом телевизоре. Идеальный киноряд: некрореализм, порнография разрушений, где с миром происходит невообразимое, а зритель вообще ничего не понимает. Такое можно увидеть, если Терренс Малик разочаруется в религии и снимет что-то в духе раннего Кроненберга и Дэвида Линча.
Тёрстон Мур сказал, что скорее предпочтёт работать с Матсом Густафссоном и Акитой Масами, чем с какими-нибудь поп и рок-композиторами. По его словам, «эти двое прекрасные импровизаторы, они постоянно исследуют пространство звука и музыки. Импровизация гораздо более открытая и свободная форма, чем песни, которые всегда скованы рамками возможностей автора-исполнителя и его группы».

## Другие проекты
- Bustmonster — «концептуальная дэт-метал-группа» с Тэцуо Сайкабарой, Фумио Косакаем (Incapacitants), Масахико Оно, Сёхэем Ивасаки, Масо Ямадзаки (Masonna) и Зевом Ашером
- Cuts с Матсом Густафссоном, Балашом Панди и Тёрстоном Муром[10][11]
- Flying Testicle — супергруппа Акиты, Масо и Ашера
- Tibeta Ubik — дуэт Акиты и Кадзюки Кисино (см. также Merzbow Null)
- True Romance — перформанс-группа с Тэцуо Сакайбарой (впоследствии выступавшим с Merzbow на концертах) и Тосюки Сэйдо, вдохновлённая венским акционизмом
- Commando Bruno Sanmartino с Incapacitants и Масаей Накахара
- Kikuri с Кейдзи Хайно
- Maldoror с Майком Паттоном
- MAZK с Збигневом Карковски
- Melting Lips с Hanayo
- Muscats с Hanayo и Масаей Накахара
- Merz-Banana с Melt-Banana
- Satanstornade c Расселом Хэсуэллом (одноимённый альбом, однако, был выпущен как Masami Akita & Russell Haswell)
- Secrets с Тэцуей Мугусима
- Shalon Kelly King с Фумио Косакаем

Кроме того, Акита выступал с экспериментальной сладж-метал-группой Boris и играл на барабанах во влиятельном японском нойз-ансамбле Hijokaidan в середине 1990-x годов.

## Творческие работы (неполный список)
- 1979 OM Electrique
- 1980 Metal Acoustic Music
- 1980 Remblandt Assemblage
- 1981 Collection Era Vol. 1
- 1981 Collection Era Vol. 2
- 1981 Material Action For 2 Microphones
- 1981 Paradoxa Paradoxa
- 1981 Yantra Material Action
- 1982 Collection Era Vol. 3
- 1982 Dying Mapa Tapes 1-2
- 1982 Dying Mapa Tapes 2-3
- 1982 Expanded Music
- 1982 Material Action 2 (N.A.M.)
- 1982 Nil Vagina Tape Loops
- 1982 Solonoise
- 1983 Mechanization Takes Command
- 1984 Mortegage — Batztoutai Extra
- 1984 Pornoise-1kg Vol. 1
- 1984 Pornoise-1kg Vol. 2
- 1984 Pornoise-1kg Vol. 3
- 1984 Pornoise Extra
- 1985 Agni Hotra
- 1985 Sadomasochismo — The Lampinak
- 1986 Antimonument
- 1986 Loop Panic Limited
- 1987 Vratya Southward
- 1988 Collaborative
- 1988 Crocidura Dsi Nezumi
- 1988 Fission Dialogue
- 1988 Live Khabarovsk, CCCP (I’m Proud By Rank Of The Workers)
- 1988 SCUM — Scissors For Cutting Merzbow Vol. 1
- 1988 SCUM — Scissors For Cutting Merzbow Vol. 2
- 1988 Storage
- 1989 Enclosure — Libido Economy
- 1989 KIR Transformation
- 1989 SCUM — Severances
- 1989 SCUM — Steel Cum
- 1990 Cloud Cock OO Grand
- 1990 Hannover Cloud
- 1990 Newark Hellfire — Live On WFMU
- 1991 Stacy Q, Hi Fi Sweet Leaf
- 1991 Artificial Invagination
- 1991 Grav
- 1992 Metal Mad Man
- 1993 Merzbow & Kapotte Muziek — Continuum
- 1993 Metalvelodrome — Exposition of Electro-Vivisection (BoxSet 4CD)
- 1993 Sleeper Awakes On The Edge Of The Abyss
- 1993 Space Desia
- 1993 Brain Ticket Death
- 1993 Music For True Romance Vol. 1
- 1993 Sons Of Slash Noise Metal
- 1994 Flare Gun
- 1994 Noisembryo
- 1994 Venereology
- 1994 Exotic Apple
- 1995 Horn Of The Goat
- 1995 Liquid City
- 1995 Marfan Syndrome
- 1996 Destructible Foundation, Drain
- 1996 Electric Salad
- 1996 Pulse Demon
- 1996 Red Magnesia Pink
- 1996 Rhinogradentia
- 1997 Hybrid Noisebloom
- 1997 Rectal Anarchy (With Gore Beyond Necropsy)
- 1997 Scumtron
- 1997 Tint
- 1997 Annihiloscillator
- 1997 Motorond
- 1997 Space Mix Travelling Band
- 1998 1930
- 1998 Balance
- 1998 Door Open At 8 AM
- 1998 Maschinenstil
- 1998 MAZK — Sound Pressure Level
- 1998 New Takamagahara
- 1998 Aqua Necromancer
- 1999 Blues Maggots
- 1999 Collapse 12 Floors
- 1999 Happenings 1000 Years Time Ago
- 1999 Music For Man With No Name
- 1999 Paradise Pachinko
- 1999 Split Series #4
- 1999 Subsidia pataphysica
- 2000 Uterus And Human
- 2001 Dharma
- 2001 Live At Molde International Jazz Festival
- 2001 Split (Merzbow and Kouhei Matsunaga)
- 2001 Untitled
- 2002 A Taste Of… Merzbow
- 2002 Boris with Merzbow — Megatone
- 2002 Fantail
- 2002 Frog (2CD)
- 2002 Ikebukuro Dada
- 2002 Masami Akita (Merzbow) + Russell Haswell — Satanstornade
- 2002 Merzzow
- 2002 Switching Rethorics
- 2002 24 Hours — A Day of Seals
- 2002 Amlux
- 2002 Merzbeat
- 2003 Cycle
- 2003 Live CBGB’s NYC (1998)
- 2003 SCSI Duck
- 2003 Animal Magnetism
- 2003 Timehunter
- 2004 Electro Magnetic Unit
- 2004 Loft, Shinjuku, Tokyo (Merzbow and Keiji Haino)
- 2004 Merzbow vs Nordvargr — Partikel
- 2004 Tamago
- 2004 Last of Analog Sessions
- 2004 Merzbird
- 2004 Rondo — 7Phases — Blowback
- 2004 Yoshinotsune
- 2005 Houjoue (6 CD Box Set)
- 2005 Boris with Merzbow
- 2005 Boris With Merzbow — Sun Baked Snow Cave
- 2005 Merzbuddha
- 2005 Merzbuta
- 2005 Rattus Rattus
- 2005 Senmaida
- 2005 Sphere
- 2005 Tranz
- 2006 Merzdub
- 2006 Turmeric
- 2006 Metamorphism
- 2006 Minazo Vol.1
- 2006 Bloody Sea
- 2007 Boris With Merzbow — Rock Dream (2CD)
- 2007 Boris with Merzbow — Walrus & Groon
- 2007 Partikel II (with Nordvargr)
- 2007 Merzbear
- 2008 Arijigoku
- 2008 Anicca
- 2008 Dead Leaves
- 2008 Dolphin Sonar
- 2008 Eucalypse
- 2008 Here
- 2008 Hodosan
- 2008 Protean World
- 2008 Split with Sutcliffe Jugend & Satori
- 2008 SYR8: Andre Sider Af Sonic Youth
- 2008 Tombo
- 2009 13 Japanese Birds, Vol.1: Suzume
- 2009 13 Japanese Birds, Vol.2: Fukurou
- 2009 13 Japanese Birds, Vol.3: Yurikamome
- 2009 13 Japanese Birds, Vol.4: Karasu
- 2009 13 Japanese Birds, Vol.5: Uzura
- 2009 13 Japanese Birds, Vol.6: Kamo
- 2009 13 Japanese Birds, Vol.7: Kujakubato
- 2009 13 Japanese Birds Vol.8: Kokuchou
- 2009 13 Japanese Birds, Vol.9: Hiyodori
- 2009 13 Japanese Birds, Vol.10: Niwatori
- 2009 13 Japanese Birds, Vol.11: Shirasagi
- 2009 13 Japanese Birds, Vol.12: Tsubame
- 2009 Camouflage
- 2009 Don't Steal My Goat
- 2009 Hiranya
- 2009 Microkosmos, Vol.1
- 2009 Somei
- 2009 Tempi / Matatabi [EP]
- 2010 13 Japanese Birds, Vol.13: Chabo
- 2010 9888A
- 2010 Graft
- 2010 Marmo
- 2010 Merzbient
- 2010 Oh Lucy!!! [EP]
- 2010 Ouroboros
- 2010 Spiral Right / Spiral Left [With Z'EV]
- 2010 Untitled Nov 1989
- 2011 Jigokuhen
- 2011 Zara [EP]
- 2011 Boris with Merzbow - Klatter
- 2011 Lop Lop
- 2011 Richard Pinhas & Merzbow - Paris 2008
- 2011 Variations For Electric Fan
- 2012 Merzphysics
- 2012 Merzmorphosis
- 2012 Merzbow / Actuary - Freak Hallucinations
- 2012 Kibako
- 2012 Uzu Me Ku
- 2013 Takahe Collage
- 2013 Tamayodo
- 2013 Merzbow vs Nordvargr* - Partikel III
- 2013 Merzbow / M.B.* - Merzbow Meets M.B.
- 2013 Merzbow - Pándi* - Gustafsson* - Cuts
- 2013 Samirada
- 2013 Grand Owl Habitat
- 2013 Kookaburra
- 2014 	Full Of Hell · Merzbow - Full Of Hell · Merzbow
- 2014 Mezumimochi
- 2014 Wolf Eyes & Merzbow - Live Frying: Live
- 2015 Merzbow + Shinji Miyadai - Music For Urbanism
- 2015 Merzbow & MB* - Amalgamelody
- 2015 Merzbow + Xiu Xiu - Merzxiu
- 2015 Wildwood
- 2015 Konchuuki
- 2016 Gareth Davis & Merzbow - Atsusaku
- 2016 Merzbow • Balázs Pándi - Live At FAC251
- 2016 DUAL(I)THM
- 2016 Hatobana
- 2016 Hanakisasage
- 2016 Kakapo
- 2017 Eureka Moment
- 2017 	Merzbow . Duenn . Nyantora - 3RENSA
- 2017 Wildwood II
- 2017 Gomata
- 2017 Hyakki Echo
- 2017 Kaoscitron
- 2017 Muen
- 2017 Aodron
- 2017 Tomarigi
- 2017 1.10.16
- 2018 23 November 1979 (B)
- 2018 Exoking
- 2018 Cretin Merz
- 2018 Merzbow . duenn . Nyantora = 3RENSA - fb05
- 2018 Por#1&2 Vol. 2
- 2018 Merzbow, Balázs Pándi, Mats Gustafsson, Thurston Moore - Cuts Up Cuts Out
- 2018 Hyper Music 1 Vol. 1
- 2018 Musick For Screen
- 2018 Telecom Live
- 2018 Merzbow Duo 86 + 89
- 2018 MONOAkuma
- 2019 Indigo Dada
- 2019 De-Soundtrack
- 2019 Hermerzaphrodites
- 2019 Untitled 1991 Vol. 1
- 2019 Untitled 1991 Vol. 2
- 2019 Untitled 1991 Vol. 3
- 2019 Material H2
- 2019 Jinrinkinmouzui
- 2019 Environmental Percussion Vol. 1
- 2019 Antimony
- 2019 Kaerutope
- 2019 Crash For Hi-Fi Tapes
- 2019 Antimonument Tapes
- 2019 小品集 Vol.1
- 2019 小品集 Vol.2
- 2019 Philojazz
- 2019 Batztoutai Mix
- 2019 Cloud Cock OO Grand (Another Mix)
- 2019 Bluedelic+
- 2019 Dead Lotus
- 2019 Noise Mass
- 2019 Keiji Haino, Merzbow, Balázs Pándi - Become The Discovered, Not The Discoverer
- 2020 Tauro-O2
- 2020 雀色 1
- 2020 Plasma Door
- 2020 	3rd Of May Vol.1
- 2020 Electronic Union
- 2020 Medamaya-O
- 2020 Mighty Ace
- 2020 Necro 2000
- 2020 Process 9611
- 2020 Material For Structure I
- 2020 Tuaro-O1
- 2020 SCSI Duck 2
- 2020 Yoshinotsune Metamo
- 2020 Gareth Davis & Merzbow - Broken Landscapes
- 2020 Merzbird Variation
- 2020 雀色 2
- 2020 3rd Of May Vol.2
- 2020 Tenshinkaku
- 2020 Wa
- 2020 EXD
- 2020 Screaming Dove
- 2020 Boris (3) With Merzbow - 2R0I2P0
- 2020 StereoAkuma
- 2020 Cat Of Shell Vol.1
- 2020 Cat Of Shell Vol.2
- 2020 Pig AY
- 2020 Black Rome
- 2020 Sphere Sessions
- 2020 Merzbow / Mats Gustafsson / Balázs Pándi - Cuts Open
- 2021 27 August 2006
- 2021 雲の絶対値 Kumo No Zettaichi
- 2021 Insect 801
- 2021 Kotorhizome
- 2021 Double Beat Sequencer Vol.1
- 2021 Double Beat Sequencer Vol.2
- 2021 Double Beat Sequencer Vol.3
- 2021 Double Beat Sequencer Vol.4
- 2021 Double Beat Sequencer Vol.5
- 2021 Double Beat Sequencer Vol.6
- 2021 Coma Test
- 2021 Gman+
- 2021 Groon Lesson
- 2021 Drumorph
- 2021 Feedback Purple Yellow
- 2021 Bit Blues
- 2021 Red Brick
- 2021 Yono's Journey
- 2021 Pi-Eggplant
- 2021 Bloodour
- 2021 Sugamo Flower
- 2021 Arijigoku (Test Mix)
- 2021 Merzbow / Prurient - Black Crows Cyborg
- 2021 Ensemble Drums
- 2021 15 August 2006
- 2021 Flare Blues
- 2021 Kazakiribane
- 2021 Hikaru Hane
- 2021 Triwave Pagoda
- 2021 Scandal
- 2022 Beetle
- 2022 Hope
- 2022 Purple Fish
- 2022 Seven Sides
- 2022 Merzbow + Arcane Device - Merzbow + Arcane Device
- 2022 White Bird
- 2022 Janus Guitar
- 2022 R. Pinhas* / Merzbow - CODA
- 2022 Eraldo Bernocchi | Merzbow - Patterns And Mechanisms
- 2022 Permission Mask
- 2022 Bastard Noise & Merzbow - Retribution By All Other Creatures
- 2022 Merzbow / Lawrence English - Eternal Stalker
- 2022 Animal Liberation - Until Every Cage Is Empty